# Мальчиха (приток Баксы)
Мальчиха — река в Новосибирской области России, протекает по Колыванскому району.
Длина реки составляет 10 км.
Течёт на север. Устье реки находится в 160 км по правому берегу реки Бакса на высоте 124 м над уровнем моря в деревне Мальчиха.
В верхнем течении сливается с Пасечной по правому берегу на высоте 135 м над уровнем моря.

## Данные водного реестра
По данным государственного водного реестра России относится к Верхнеобскому бассейновому округу, водохозяйственный участок реки — Обь от Новосибирского гидроузла до впадения реки Чулым, без рек Иня и Томь, речной подбассейн реки — бассейны притоков (Верхней) Оби до впадения Томи. Речной бассейн реки — (Верхняя) Обь до впадения Иртыша.
Код объекта в государственном водном реестре — 13010200712115200013343.